# Glaubitz
Glaubitz è un comune di 2.062 abitanti della Sassonia, in Germania.
Appartiene al circondario (Landkreis) di Meißen (targa MEI) ed è parte della comunità amministrativa (Verwaltungsgemeinschaft) di Nünchritz.